# 100266 Садамісакі
100266 Садамісакі (100266 Sadamisaki) — астероїд головного поясу, відкритий 14 жовтня 1994 року.
Тіссеранів параметр щодо Юпітера — 3,313.
Названо на честь Садамісакі (яп. さだみさき(佐多岬) садамісакі).